# Municipio de Allen (condado de Darke)
El municipio de Allen (en inglés: Allen Township) es un municipio ubicado en el condado de Darke en el estado estadounidense de Ohio. En el año 2010 tenía una población de 1098 habitantes y una densidad poblacional de 14,67 personas por km².

## Geografía
El municipio de Allen se encuentra ubicado en las coordenadas 40°18′13″N 84°40′1″O / 40.30361, -84.66694. Según la Oficina del Censo de los Estados Unidos, el municipio tiene una superficie total de 74.86 km², de la cual 74,5 km² corresponden a tierra firme y (0,48 %) 0,36 km² es agua.

## Demografía
Según el censo de 2010, había 1098 personas residiendo en el municipio de Allen. La densidad de población era de 14,67 hab./km². De los 1098 habitantes, el municipio de Allen estaba compuesto por el 98,72 % blancos, el 0,36 % eran afroamericanos, el 0,64 % eran de otras razas y el 0,27 % eran de una mezcla de razas. Del total de la población el 1,46 % eran hispanos o latinos de cualquier raza.